# Amorica
Amorica (stilisierte Schreibweise: amorica.) ist das dritte Album der Black Crowes. Nachdem die Band (vornehmlich Chris und Rich Robinson) mit den im Januar 1994 aufgenommenen Stücken für das geplante Album namens Tall nicht zufrieden war, ging man im Mai/Juni noch einmal ins Studio, um weitere Titel aufzunehmen. Dabei wurden auch viele Stücke der Tall Sessions neu eingespielt, so dass schließlich ein neues Album, amorica. genannt, vorlag. Es wurde von der RIAA im Januar 1995 mit Gold ausgezeichnet.

## Titelliste
1. Gone
2. A Conspiracy
3. High Head Blues
4. Cursed Diamond
5. Non Fiction
6. She Gave Good Sunflower
7. P. 25 London
8. Ballad in Urgency
9. Wiser Time
10. Downtown Money Waster
11. Descending

### Bonustracks
1. Song of the Flesh
2. Sunday Night Buttermilk Waltz

Oder:
1. Tied Up and Swallowed

Alle Songs wurden geschrieben von Chris und Rich Robinson.
Die Titel Song Of The Flesh und Sunday Night Buttermilk Waltz wurden erst für die Wiederveröffentlichung im Rahmen des Sho'Nuff Box-Set als Bonus-Tracks hinzugefügt.
Andere Versionen des Albums enthalten als einzigen Bonus-Track das Stück Tied Up And Swallowed.

### Australische Bonus-CD
Eine mit laufenden Nummern versehene limitierte Auflage des Albums enthält eine zweite CD mit Titeln, die am 25. Oktober 1994 live vor Publikum in einem Londoner Studio aufgenommen wurden. Die limitierte Auflage wurde für den australischen Markt veröffentlicht, erschien jedoch auch in anderen Ländern.
1. A Conspiracy
2. P.25 London
3. Wiser Time
4. She Talks to Angels
5. Remedy

## Personal

### Band
- Chris Robinson: Gesang, Mundharmonika
- Rich Robinson: Gitarre
- Marc Ford: Gitarre
- Steve Gorman: Schlagzeug
- Johnny Colt: Bass
- Ed Hawrysch: Keyboards

### Zusätzliche Musiker
- Jimmy „Two Fingers“ Ashurst: Mandoline
- Eric Bobo: Perkussion
- Andy Sturmer: Verschiedene musikalische Begabungen
- Bruce Kaphan: Pedal Steel

### Stab
- Produzent: Jack Joseph Puig & The Black Crowes
- Toningenieur: Jack Joseph Puig

## Albumcover
Das Albumcover basiert auf dem Titelfoto der Super Bicentennial Edition des Hustler Magazines von Juli 1976 anlässlich der Zweihundertjahrfeier der Unabhängigkeitserklärung der Vereinigten Staaten. Es zeigt einen weiblichen Unterleib, der einen Bikini-Slip im Design der US-Flagge trägt. Weil man über dem Bikini auch Schamhaar erkennt (siehe Weblinks), weigerten sich einige amerikanische Händler, das Album in ihre Regale zu stellen. Deshalb wurde auch eine entschärfte Version veröffentlicht, bei der nur der Bikinistoff vor schwarzem Hintergrund dargestellt wurde.